# Yoruba Richen
Yoruba Richen (Nueva York, 1972) es una directora de cine, guionista y productora estadounidense. Su trabajo ha aparecido en PBS, New York Times Op Doc, Frontline Digital, el sitio web de la revista New York Magazine -The Cut, The Atlantic y Field of Vision. Su película The Green Book: Guide to Freedom se transmitió en el Smithsonian Channel a un público récord y recibió el premio Henry Hampton a la excelencia en la realización de documentales.

## Trayectoria
Richen se graduó por la Universidad de Brown, en Rhode Island, y vivió en San Francisco durante un tiempo antes de regresar a la ciudad de Nueva York, donde trabajó para la cadena de televisión ABC News como productora asociada de la unidad de investigación y como productora para el programa de noticias independientes Democracy Now!.
Richen produjo y dirigió The New Black (2013), que ganó el premio del público en el festival de documentales AFI Docs, en el Frameline Film Festival y en el Philly Q Fest. También ganó el premio al mejor documental en el Urbanworld Film Festival. The New Black fue nominado para un premio NAACP Image y un premio GLAAD Media al mejor documental.
Su película Promised Land recibió un premio del fondo Diverse Voices Co-Production de la Corporación para la Radiodifusión Pública y se transmitió en la serie documental POV de PBS en 2010. En 2007, ganó un premio Fulbright de cine y viajó a Brasil, donde comenzó la producción de Sisters of the Good Death, un documental sobre la asociación más antigua de mujeres africanas de América y el festival anual que celebran para celebrar el fin de la esclavitud. Richen ganó un premio Clio por su cortometraje sobre la cantante nominada al Grammy Andra Day.
Richen también ganó el premio Creative Promise en el Festival de cine de Tribeca All Access y ha sido asociada de los productores del Festival de Cine de Sundance. Es oradora destacada de TED, becaria Fulbright, becaria del Guggenheim y en 2016 recibió el premio Chicken & Egg Breakthrough Filmmaker Award. Fue elegida como parte de la lista Root 100 de afrodescendientes de 45 años o menos protagonistas de los momentos y temas más importantes del año. Es la Directora Fundadora del Programa de Documentales de la Escuela de Graduados en Periodismo Craig Newmark de CUNY.

## Filmografía
| Año  | Título                                             | Directora | Productora | Coproductora | Otra                |
| ---- | -------------------------------------------------- | --------- | ---------- | ------------ | ------------------- |
| 2001 | Take It From Me                                    |           |            | Sí           |                     |
| 2004 | Brother to Brother                                 |           |            |              | Productora Asociada |
| 2009 | Promised Land                                      | Sí        | Sí         |              |                     |
| 2013 | The New Black                                      | Sí        | Sí         |              | Coguionista         |
| 2014 | Out in the Night                                   |           | Sí         |              |                     |
| 2020 | The Sit-In: Harry Belafonte Hosts the Tonight Show | Sí        |            |              | Coguionista         |
| 2020 | The Killing of Breonna Taylor                      | Sí        | Sí         |              |                     |
| 2021 | How It Feels To Be Free                            | Sí        |            |              |                     |